# Tanta
Tanta (egyiptomi arabul: طنطا) város Egyiptom északi részén, Kairótól kb. 95 km-re É-ra, a Nílus deltatorkolatában. A Gharbia Kormányzóság székhelye. 
A város lakossága 430 ezer fő volt 2008-ban. Egyiptom egyik legnagyobb városa, kulturális központ, egyetemmel, közlekedési csomópont, iparváros. Iparában kiemelkedő a pamutipar, kézművesség, könnyűipar, élelmiszeripar, gépgyártás. A környező mezőgazdasági vidék áruinak (gyapot, rizs, búza, burgonya, gyümölcs) központja.  
Minden év októberében mintegy kétmillióan gyűlnek össze a 13. században élt szufi szent, Szajjid el-Badavi tiszteletére. 

## Galéria

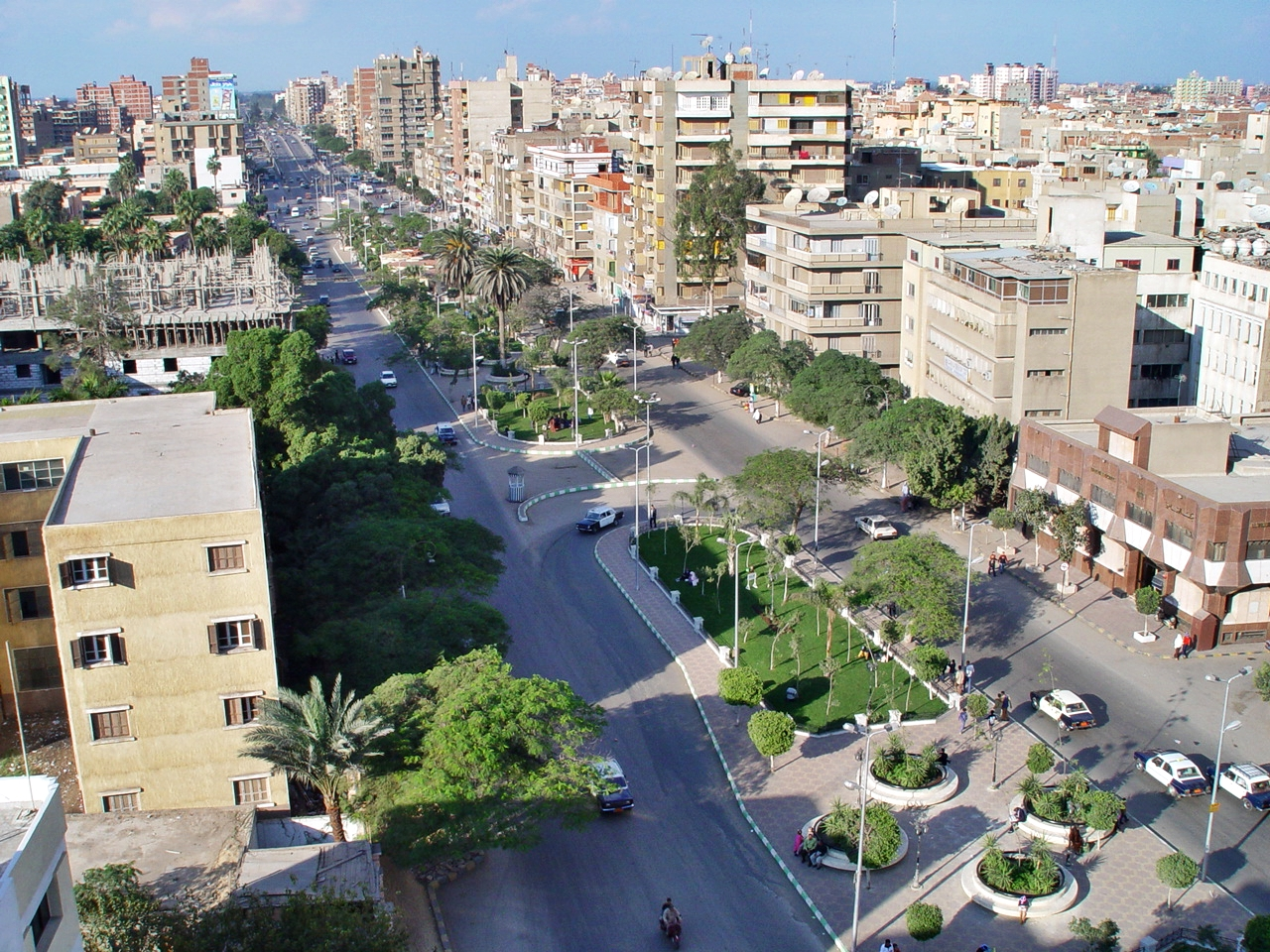
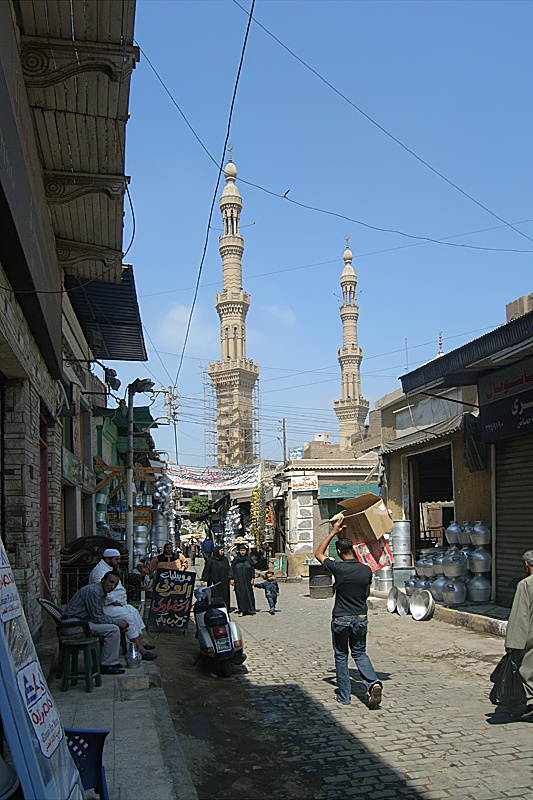

## Fordítás
- Ez a szócikk részben vagy egészben  a   Tanta című angol Wikipédia-szócikk fordításán alapul.  Az eredeti cikk szerkesztőit annak laptörténete sorolja fel. Ez a jelzés csupán a megfogalmazás eredetét és a szerzői jogokat jelzi, nem szolgál a cikkben szereplő információk forrásmegjelöléseként.
- Ez a szócikk részben vagy egészben  a(z)   طنطا című arab Wikipédia-szócikk fordításán alapul.  Az eredeti cikk szerkesztőit annak laptörténete sorolja fel. Ez a jelzés csupán a megfogalmazás eredetét és a szerzői jogokat jelzi, nem szolgál a cikkben szereplő információk forrásmegjelöléseként.